# Langáda (Magne-Occidental)
Langáda (grec moderne : Λαγκάδα) est une localité située dans le dème du Magne-Occidental, dans le district régional de Messénie, dans la périphérie du Péloponnèse, en Grèce.
Selon le recensement de 2021, elle compte 75 habitants.